# Helga Kuhse
Helga Kuhse is een Australische hoogleraar filosofie die in 1980 samen met Peter Singer het Centre for Human Bioethics oprichtte. Tot juni 1999 was ze tevens voorzitter van het academisch centrum.
Kuhse houdt zich vooral bezig met ethiek en werkt tegenwoordig als ere-onderzoekster. In 1981 werd ze aangesteld als eerste Australisch onderzoekster naar bio-ethiek. Onderwerpen waar Kuhse zich als ethica vooral mee bezighoudt, zijn euthanasie en abortus.